# Joris Moutachy
Joris Moutachy, né le 4 novembre 1997 à Orléans, est un footballeur français, international martiniquais, qui joue au poste d'arrière droit au Žalgiris Vilnius.

## Biographie

### En club
Joris Moutachy commence le football à l'âge de cinq ans dans le club de sa ville natale, l'US Orléans. Il joue à différents postes comme latéral, attaquant, milieu, ailier et défenseur central. En 2014, il rejoint l'ESTAC Troyes. Il réalise par la suite un essai à Chelsea.
En décembre 2017, il résilie son contrat et rejoint Marseille Consolat en National. Il ne reste que quatre mois dans la cité phocéenne avant de rentrer à Orléans.
Alors qu'il s'entraîne avec la réserve du club orléanais, il rejoint ensuite le groupe pro, mais ne peut disputer de match car le club ne veut pas lui offrir un contrat professionnel. Pendant qu'il joue à Orléans sans être rémunéré, Moutachy travaille en tant que chauffeur privé dans une conciergerie et dans un bar.
En juin 2019, il rejoint le SO Romorantin en National 2.
En mai 2020, il signe son premier contrat professionnel en faveur des Chamois niortais qui évoluent en Ligue 2. Il dispute son premier match professionnel le 29 août 2020 contre Chambly, en remplaçant Guy-Marcelin Kilama à la 83e minute de jeu. Dès le mois de septembre 2020, il devient le titulaire au poste d'arrière droit. 
Les niortais sont rélégués en National à l'issue de la saison 2022-2023 et Moutachy quitte le club. Il s'engage en Janvier 2024 en Lituanie avec le FK Žalgiris Vilnius, club le plus titré du pays avec lequel il termine sa première saison par un titre en étant titulaire,. 

### Style de jeu
Moutachy décrit ses principales qualités comme étant la vitesse et la qualité de centre, qu'il utilise afin d'apporter offensivement à son équipe.

### Famille et parcours
Moutachy est le fils d'un facteur et d'une travailleuse en téléphonie, et a deux frères aînés. Durant son enfance, il pratique aussi le judo. Il est titulaire d'un bac STI2D.
Moutachy est un supporter du Paris Saint-Germain depuis son enfance. Il cite Dani Alves comme une de ses inspirations.

## Statistiques
| Saison                | Club                  | Championnat           | Championnat | Championnat | Coupe(s) nationale(s) | Coupe(s) nationale(s) | Total | Total |
| Saison                | Club                  | Division              | M.          | B.          | M.                    | B.                    | M.    | B.    |
| 2015-2016             | ESTAC Troyes rés.     | National 2            | 4           | 0           | -                     | -                     | 4     | 0     |
| 2016-2017             | ESTAC Troyes rés.     | National 3            | 24          | 0           | -                     | -                     | 24    | 0     |
| 2017-2018             | ESTAC Troyes rés.     | National 3            | 8           | 0           | -                     | -                     | 8     | 0     |
| Sous-total            | Sous-total            | Sous-total            | 36          | 0           | -                     | -                     | 36    | 0     |
| 2017-2018             | Marseille Consolat    | National              | 4           | 0           | -                     | -                     | 4     | 0     |
| 2018-2019             | US Orléans rés.       | National              | 19          | 0           | -                     | -                     | 19    | 0     |
| 2019-2020             | SO Romorantin         | National 2            | 21          | 1           | -                     | -                     | 21    | 1     |
| 2020-2021             | Chamois niortais      | Ligue 2               | 31+2        | 0           | 1                     | 0                     | 34    | 0     |
| 2021-2022             | Chamois niortais      | Ligue 2               | 29          | 0           | -                     | -                     | 29    | 0     |
| 2022-2023             | Chamois niortais      | Ligue 2               | 27          | 0           | 4                     | 0                     | 31    | 0     |
| Sous-total            | Sous-total            | Sous-total            | 70          | 0           | 1                     | 0                     | 71    | 0     |
| 2024                  | FK Zalgiris Vilnius   | A Lyga                | 36          | 0           | 2                     | 0                     | 38    | 0     |
| Total sur la carrière | Total sur la carrière | Total sur la carrière | 186         | 1           | 7                     | 0                     | 193   | 1     |